# 월간 소년 에이스
《월간 소년 에이스》(月刊少年エース 겟칸 쇼넨 에스[*])는 가도카와 쇼텐에서 발행하는 일본의 소년 만화 잡지이다. 1994년에 창간되었다. 타사에서 발행하고 있는 다른 주간 소년 잡지보다 마니아적 취향이 강하고, 애니메이션을 원작으로 하는 만화가 많이 연재되는 경향이 강한 것으로 알려져 있으며 반대로 잡지를 발행하고 있는 가도카와 쇼텐이 주도하여 여기에서 연재되는 작품을 원작으로 하여 미디어 믹스가 진행되는 사례도 있다. 참고로 동일 출판사의 다른 만화 잡지로는 「월간 건담 에이스」와 「월간 케로로 에이스」 등이 있다.

## 개요
1992년에 일어난 '카도카와 서점의 집' 소동에 의해, 편집자, 만화가의 대부분이 카도카와 츠키히코가 인솔하는 미디어 워크스로 유출되었다. 그 영향으로 「월간 코믹 컴프」(1988년~1994년) 연재작품의 대부분은, 「월간 전격 코믹 가오!」(1993년-2008년)로 이적해 버렸다.
1994년 여름에 카도카와 하루키가 체포됨으로 인해서 카도카와 츠키히코는 카도카와 서점에 복귀해 카도카와 집안 소동은 수습 단계가 되었다. 이 영향을 받아 「코믹 컴프」는 휴간. 두 달 남짓 후 코믹콤프와 코믹GENKi 편집자들이 주축이 돼 창간되었다.
창간 제 3호의 1995년 2월호부터 「신세기 에반게리온」의 만화 연재가 시작되어, 이후는 순조롭게 매상을 늘려 1997년경에는 발행 부수 30만부를 달성하였다. 이 무렵에는 본지의 대만판이나 홍콩판도 발매되었던 것으로 알려져 있다.
2000년대 중반은 전성기 수준까지는 회복되지 않았지만 판매량이 호조를 보인 듯 케로로 중사의 히트 애니메이션화와 에반게리온 인기 재연 등으로 발행부수는 회복세에 있으며 2007년도 발행부수는 9만부를 넘어섰다. 2008년에는 『코믹 콤프』 시대로부터 따지면 20주년을 맞았다.
CM나레이션은 오랫동안 와타나베 쿠미코(케로로 중사)가 담당하고 있었지만, 2011년 6월호부터는 아이자와 마이나 토가시 미스즈 등 연재 작품 중 그 시기에 방송하고 있던 애니메이션의 성우가 맡고 있다. 2012년 1월 26일 발매된 소년 에이스 3월호에서 통권 300호(본지 외 증간지도 포함한다)를 달성했다. 2014년 11월 25일 발매된 소년 에이스 12월호에서 창간 20주년이 되었다.

## 주요 연재 작품

### 현재 연재작
- 《개구리 하사 케로로》
- 《STEINS;GATE》
- 《고전부: 빙과》
- 《Fate/hollow ataraxia》
- 《하루타와 치카》
- 《이세계 치트 마술사》
- 《이세계 미궁에서 하렘을》
- 《이 멋진 세계에 축복을!》
- 《Fate/Grand Order》

### 과거 연재작
- 《천공의 에스카플로네》
- 《신세기 에반게리온》
- 《스즈미야 하루히의 우울》
- 《Fate/stay night》
- 《스즈미야 하루히 쨩의 우울》
- 《하늘의 유실물》
- 《데드맨 원더랜드》
- 《마법사에게 소중한 것》
- 《바보와 시험과 소환수》